# アクチノバチルス症
アクチノバチルス症(英: actinobacillosis)とはアクチノバチルス属による人獣共通感染症。
アクチノバチルス属に属する真正細菌はグラム陰性通性嫌気性桿菌であり、無芽胞、非運動性。種々の動物の気管、消化管、生殖器に常在する。Actinobacillus pleuropneumoniae以外の菌腫では原則としてマッコンキー寒天培地で増殖する（A. pleuropneumoniaeはV因子を要求するため）。
ヒトよりも動物で一般的である。
獣医師の遭遇する最も一般的なアクチノバチルス症の1つはA. lignieresiiによるウシの口腔アクチノバチルス症である。最も特徴的な所見として腫脹した舌が口腔より突出し、触診では硬結が認められる（木舌）。
A. equuliはウマやブタ、A. pleuropneumoniaeやA. suisはブタにアクチノバチルス症を引き起こす。

## 鑑別診断
ウシの口腔アクチノバチルス症は上顎の骨組織を冒す放線菌症（アクチノミセス症）と鑑別する必要がある。